# 暹羅灣奇絨鮋
暹羅灣奇絨鮋為輻鰭魚綱鮋形目鮋亞目絨皮鮋科的其中一種，為熱帶海水魚，分布於東印度洋暹羅灣海域，棲息深度33-79公尺，體長可達2.8公分，棲息在軟底質底層水域，生活習性不明。